# Stenløse Station
Stenløse Station er en S-togs-station i Stenløse. Stationen åbnede i 1882 og ligger på Frederikssundbanen, der blev indviet tre år forinden. Den nuværende stationsbygning stammer fra 1909. Den er opført i nationalromantisk stil og er tegnet af Statsbanernes overarkitekt Heinrich Wenck.
Fra starten var stationen et enkeltsporet trinbræt, beliggende cirka midt i mellem krydsningsstationerne Veksø hhv. Ølstykke. Stenløse Station fik i vinteren 1948-49 tilføjet et krydsningsspor i forbindelse med forlængelsen af S-togsstrækningen til Ballerup.[1] Krydsningssporet blev nedlagt i forbindelse med omstillingen af strækningen Ballerup-Frederikssund til S-bane i 1989.
Ved omdannelsen til S-bane i 1989, blev det planlagt at den ny S-togsstrækning Ballerup-Frederikssund skulle gøres dobbeltsporet, jf. traditionen om, at S-tog som udgangspunkt kører på dobbeltsporede tracéer med niveaufri overskæringer. Imidlertid kunne der sidst i 1980'erne ikke findes penge til både elektrificering og dobbeltspor på strækningen, så de første 13 år herefter kørte S-tog på den enkeltsporede strækning via Stenløse. I 2002 blev strækningen dobbeltsporet, hvilket medførte, at man på Stenløse Station anlagde en ekstra sideperron på modsatte side af den eksisterende perron. Desuden anlagdes en gangbro, så man kunne komme til/fra den ny perron uden at krydse sporene - noget, som også er tradition for den københavnske S-bane.
Der har tidligere været billetsalg på stationen, men det lukkede den 26. juni 2004 pga. for dårlig omsætning. I dag er stationen selvbetjent, ligesom mange andre stationer på Frederikssundbanen.

## Antal rejsende
Ifølge Østtællingen var udviklingen i antallet af dagligt afrejsende til 1989 med lokaltog, derefter med S-tog:
| År   | Antal | År   | Antal | År   | Antal | År   | Antal |
| ---- | ----- | ---- | ----- | ---- | ----- | ---- | ----- |
| 1957 | -     | 1974 | -     | 1991 | 2.328 | 2001 | 1.800 |
| 1960 | -     | 1975 | -     | 1992 | 2.207 | 2002 | 1.800 |
| 1962 | -     | 1977 | -     | 1993 | 2.281 | 2003 | 1.944 |
| 1964 | -     | 1979 | -     | 1995 | 2.239 | 2004 | 2.020 |
| 1966 | -     | 1981 | -     | 1996 | 2.169 | 2005 | 1.949 |
| 1968 | -     | 1984 | 1.186 | 1997 | 2.310 | 2006 | 1.941 |
| 1970 | -     | 1987 | 1.080 | 1998 | 2.084 | 2007 | 1.891 |
| 1972 | -     | 1990 | 2.366 | 2000 | 1.975 | 2008 | 2.018 |